# Palacio del Lago
El Palacio del Lago (conocido por su nombre en inglés como Lake Palace y, anteriormente, como Jag Niwas) es un antiguo palacio de la India del siglo XVIII reconvertido en hotel de lujo, que cuenta con 83 habitaciones y suites con paredes de mármol blanco. El Palacio del Lago se encuentra en la isla de Jag Niwas del lago Pichola, en Udaipur, y su cimentación natural comprende 16 000 m². El hotel opera un lancha motora que transporta a los clientes al hotel desde un embarcadero en la City Palace. Han votado a este hotel como el más romántico de la India y del mundo.

## Historia
El palacio del Lago se construyó entre 1743 y 1746 bajo la dirección del maharana Jagat Singh II (62.º sucesor del reino de Mewar) de Udaipur, Rajastán) como palacio de invierno. Inicialmente lo llamaron Jagniwas o Jan Niwas, por su fundador.
El palacio se construyó con orientación este, lo que permitía a sus moradores rezarle a Surya, el dios hindú del sol, al amanecer. Los gobernantes posteriores usaron este palacio como centro de veraneo, manteniendo sus durbars reales en los patios alineados con columnas, terrazas con pilares, fuentes y jardines.
La habitación superior es un círculo perfecto que tiene unos 6,4 metros de diámetro. El suelo está incrustado de mármoles blancos y negros, las paredes se adornan con nichos y arabescos de piedras coloreadas, la cúpula tiene una forma "exquisitamente bella".
Durante el famoso motín de los cipayos en la India, en el año 1857, varias familias europeas huyeron de Nimach y usaron la isla como refugio, que les fue ofrecido por el Maharana Swaroop Singh. Para proteger a sus invitados, el Rana destruyó todos los barcos de la ciudad, de manera que los rebeldes no pudieran alcanzar la isla.

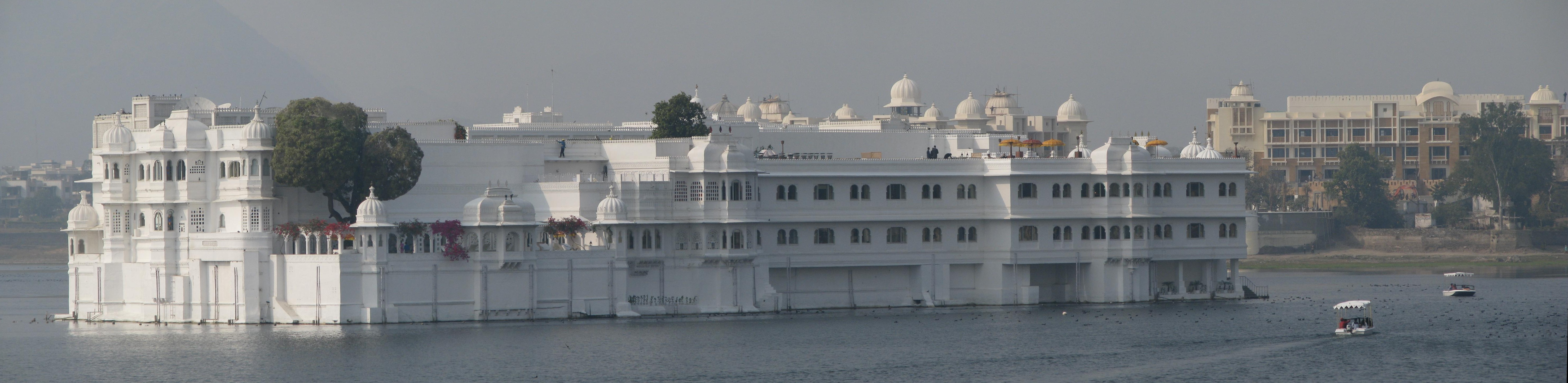
El Palacio del Lago en el lago Pichola, Udaipur, India.

En la segunda mitad del siglo XIX, el tiempo y las condiciones climatológicas afectaron a los extraordinarios palacios acuáticos de Udaipur. Pierre Loti, un escritor francés, dijo que Jag Niwas estaba "desmoronándose lentamente en las emanaciones húmedas del lago." Aproximadamente en la misma época, los ciclistas Fanny Bullock Workman y su esposo William Hunter Workman se angustiaron por el "estilo barato y de mal gusto" de los interiores de los palacios acuáticos con "un surtido de débil mobiliario europeo,, relojes de madera, ornamentos de cristal coloreado, y juguetes de niños, todo lo cual hace sentirse al visitante bastante fuera de lugar, donde él naturalmente esperaría una muestra digna de esplendor oriental."
Durante el reinado de Maharana Sir Bhopal Singh (1930–55) se añadió otro pabellón, Chandra Prakash, pero excepto eso, el Jag Niwas siguió sin alteraciones y decayendo. Geoffrey Kendal, hombre del teatro, describió el palacio durante su visita en los años cincuenta como "totalmente abandonado, la quietud rota únicamente por los murmullos de nubes de mosquitos."

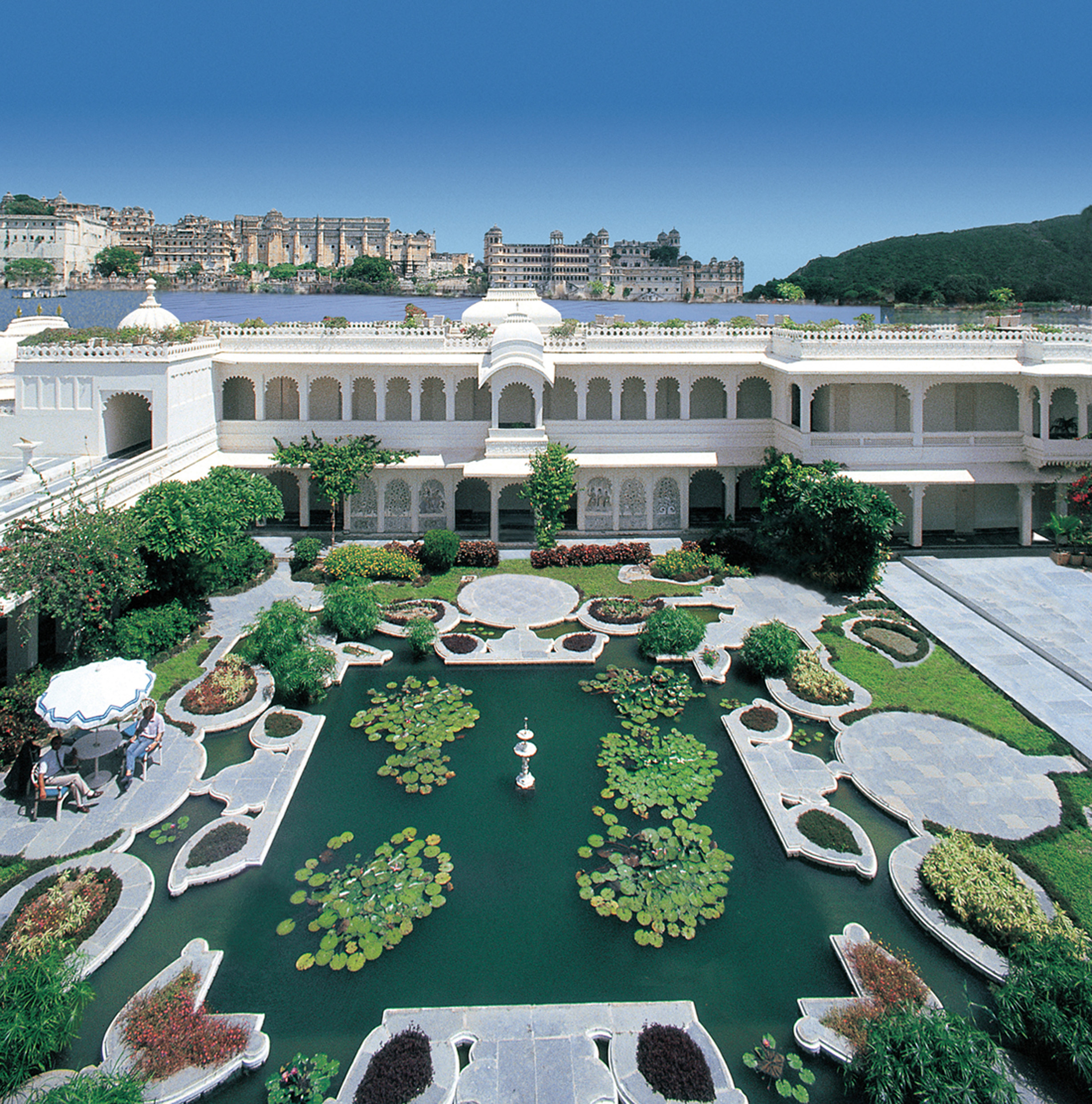
Estanque de nenúfares en el Palacio del Lago, Udaipur

Bhagwat Singh decidió convertir el palacio de Jag Niwas en el primer hotel de lujo de Udaipur. Didi Contractor, un artista estadounidense, se convirtió en asesor de diseño para el proyecto de este hotel. Los relatos de Didi ofrecen una imagen íntima de la vida y la responsabilidad del nuevo Maharana de Udaipur:

Trabajé desde 1961 hasta 1969, ¡qué aventura! Su Alteza, sabes, era un auténtico monarca, como los reyes del pasado de verdad. Así que uno tenía la sensación de ser uno de los últimos en ser un artista del rey. Te sentías como te imaginas que era trabajar en las cortes del Renacimiento. Fue una experiencia volver al pasado, a una época totalmente diferente, un mundo difreente. Su Alteza realmente tenía un presupuesto muy pequeño. No es que estuviera arruinado, pero cuando subió al trono heredó grandes problemas como qué hacer con las trescientas bailarinas que pertenecieron a su predecesor [Maharana Bhopal Singh]. Intentó ofrecerles becas para que se convirtieran en enfermeras pero no querían salir del palacio así que, ¿qué podía hacer él? Tenía que mantenerlas. Para entonces eran unas arpías, y en acontecimientos de Estado recuerdo que vendrían a cantar y bailar con sus ghunghats [velos] echados y si uno ocasionalmente levantaba el velo, se encontraba debajo un viejo rostro marchito. Tenía como doce elefantes de estado, y tenía todas estas propiedades que se deterioraban. Los edificios de Jag Niwas empezaban a caerse y básicamente el Palacio del Lago fue convertido en hotel porque pareció la única forma viable de mantenerlo... Era realmente un trabajo de conservación.

En 1971, la gestión del hotel la asumió Taj Hotels Resorts and Palaces y añadió otras 75 habitaciones. Jamshyd D. F. Lam del Grupo Taj fue una de las personas claves implicadas en la restauración, alcanzando altos estándares gracias a su trabajo y experiencia. Fue el primer mánager general del hotel y el más joven en aquella época en la India.  
En 2000 se emprendió una segunda restauración.   
Los Mayordomos Reales ("Royal Butlers") del hotel descienden de los criados antiguos del palacio.

## En la cultura moderna
Tanto como palacio real como hotel de lujo, el Palacio del Lago ha recibido visitantes ilustres como lord Curzon, Vivien Leigh, la reina Isabel II, el sah de Irán, el rey de Nepal y la primera dama de los EE. UU., Jacqueline Kennedy.
El palacio se ha usado como set de rodaje de varias películas:
- 1959: El tigre de Esnapur y La tumba india, de Fritz Lang como palacio de Chandra, el maharajá de la ciudad ficticia de Eshnapur.
- 1983: la película de James Bond Octopussy, como la casa del personaje protagonista Octopussy (interpretado por Maud Adams). También se rodó en otros palacios de Udaipur: Jag Mandir y el Palacio del Monzón.
- 1984: la serie británica de televisión La joya de la corona como casa de invitados del nabab de Mirat.
- 2001: Yaadein dirigida por Subhash Ghai.
- 2006: The Fall. El sueño de Alexandria dirigida por Tarsem Singh.
- 2013: Yeh Jawaani Hai Deewani se rodó aquí.

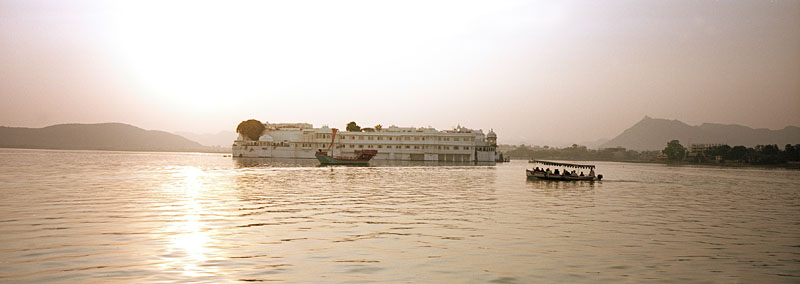
Lake Palace Hotel